# 難関私大専門塾マナビズム
難関私大専門塾マナビズム（なんかんしだいせんもんじゅくマナビズム）は、株式会社moobleによって運営される大阪府大阪市中央区に本部を置く大学受験予備校である。2019年10月現在、直営校が大阪府に5校、フランチャイズが東京都・新宿に1校、計6校舎を展開している。また、これらの校舎への通塾コースの他に在宅コースも展開している。

## 沿革

### 創業まで
代表者である八澤龍之介が、北千里高校在学時に入った個人塾の経営者に刺激を受けたことがきっかけに塾を創業することを志した。八澤は関西大学法学部入学後アルバイトを3つ掛け持ちし、2回生までに200万円を貯金してそれを頭金に19歳のときにフランチャイズに加盟し塾を立ち上げたものの、本部との方向性が一致しなかったことや自由度が低かったことを理由に同大学の先輩とともに大学卒業の時期である2011年2月に関関同立専門塾マナビズムを立ち上げた。

### 創業後
創業直後は大阪府の豊津と箕面に校舎を構えた。1期生の人数は8人だった。
創業時、塾名に「関関同立専門塾」と掲げていたが、関関同立(関西大学・関西学院大学・同志社大学・立命館大学)クラスとして4校志望者をまとめてクラスを編成するのではなく、入試傾向に合わせて関大・同志社クラスと関学・立命に分けて授業を行ったり、自習コンサルティングにおいて志望校別に自学自習での進度を変えたりしてサービスを提供していた。
2012年5月に八澤は運営会社となる株式会社smile maker(現在の株式会社mooble)を設立した。
2014年9月に現在のYouTubeチャンネル「マナビズムチャンネル」を立ち上げた。それ以降、入試情報や勉強法など、受験生向けの情報を配信する「受験トーク」を同チャンネルで配信するなどYouTubeを活用して広報活動を行っている。
2015年3月には、関関同立専門在宅予備校カンヨビ(カンヨビ)が開校され、在宅者向けのサービスの提供が開始した。
2017年3月より、塾名をそれまでの関関同立専門塾マナビズムから難関私大専門塾マナビズムに改名した。各生徒のスタートレベルや入塾時期に囚われずにサービスを提供できることができることになったため関関同立という名称に拘る必要が無くなったためとしている。これによりMARCH志望や早慶志望など、関関同立志望以外のいわゆるFランク大学を除くすべての大学志望の生徒の受け入れを開始した。また、前述のカンヨビに関しても2018年3月より難関私大専門塾マナビズム在宅コースに名称変更した。なお、難関私大専門と謳っているものの、国立志望にも対応していると称しており、合格者も輩出している。
2019年8月23日に、新宿校の開校を発表した。関西以外での校舎展開は初で、以前から調整を進めていた東京進出が実現した。また、初のフランチャイズ校である。運営者は個別指導塾WAYS。また発表の動画内でフランチャイズの募集も行うことを発表した。
2019年9月7日に、マナビズムチャンネルのYouTubeへの1日2本投稿を開始した。また同日以降、新たなコンテンツとしてこれまでの受験トークのほかに高1・2生トーク、保護者トークも投稿を開始している。

## 提供しているサービス

### 自習コンサルティング
マナビズムでは「自学自習」の指導を重点的に置いている。受験生の入塾時期や学力に合わせて、個別の年間の勉強計画を立て、それとは別に週一回自学・自習の計画を週単位で立て専属のコンサルタントが受験生に指導する仕組み。難関私大合格に必要な1500時間の勉強のうちの1000時間を占める自学自習の指導を行うことで、授業だけでは難しい「暗記」と「演習」のカバーを行うことが目的。他に勉強法の指導、メンタルケアを行う。

### 子別単語テスト
週一回自習コンサルティングの時間に、各生徒の進捗状況に合わせた子別の単語テストを実施している。

### 映像授業
受講者自身の学力レベルに合わせて、基礎の授業では映像授業を行っている。なお、通塾コースに在籍していてもスマートフォンやPCを用いて視聴するので映像授業を受けるためだけに校舎に来る必要はない。マナビズムでは4期生の頃から授業形態の中心を対面から映像へと移行させた。これとは別に、大学別の講座を中心として、従来型のライブ授業(対面授業)も行っている。

### 反転授業
映像授業やライブ授業で理解を行った箇所を教室で復習し暗記と理解を高めるために行うサービス。マナビズムでは2016年度から導入した。

### 出願戦略コンサル
前述の自習コンサルティング内で、12月下旬から個別に出願戦略を立てるサービス。

## 校舎展開
大阪府・梅田にも校舎を開設予定。また2019年8月23日にYouTubeで近日中の新校舎開設、フランチャイズ募集の開始を発表した。

### 現在展開している校舎
大阪府
- 上本町校(直営校)
- 豊中校(直営校)

2012年6月-
- 北千里校(直営校)

2014年3月-
- 茨木校(直営校)

2013年7月-
- 高槻校(直営校)

2017年10月-
- 堺東校(フランチャイズ校)

2020年2月18日-
兵庫県
- 西宮北口校

2020年2月-
東京都
- 新宿校(フランチャイズ校)

2019年8月-

### 過去展開していた校舎
大阪府
- 豊津校(直営校)
- 箕面校(直営校)
- 光善寺校(直営校)

兵庫県
- 塚口校(直営校)